# Liste der Hersteller von Flurfördergeräten
In der Liste der Hersteller von Flurfördergeräten sind Unternehmen aufgelistet, die am Bau von Flurfördergeräten beteiligt sind beziehungsweise waren.

## Asien
| Name                                       | Staat  | Kurzbeschreibung/Bemerkungen | Bild |
| ------------------------------------------ | ------ | --- | ---- |
| Anhui Foorklift Truck Group Corp.          | China  | Markenname Heli |      |
| Baoli (Jiangsu) Forklift Co., Ltd.         | China  | gehört zur deutschen Kion Group |      |
| BYD                                        | China  | einer der größten Automobilproduzenten Chinas                                                                                            |      |
| Doosan                                     | Korea  | Der deutsche Standort des Unternehmens ist in der brandenburgischen Gemeinde Bersteland zu finden.                                       |      |
| Hyundai Heavy Industries                   | Korea  | |      |
| Komatsu Ltd.                               | Japan  | Zweitgrößter Baumaschinenhersteller der Welt                                                                                             |      |
| Mitsubishi Nichiyu Forklift                | Japan  | Die Tochterfirma der Mitsubishi Heavy Industries (MHI) wurde bereits im Jahre 1937 als Nihon Yusōki K.K. gegründet.                      |      |
| Maximal                                    | China  | Elektrische, Diesel- und LPG-Stapler, Schwerstapler und Reachstacker bis 48 to.                                                          |      |
| Nissan Forklift                            | Japan  | Fusionierte 2013 mit TCM zu UniCarriers, welches 2015 von MHI übernommen wurde.                                                          |      |
| Sumitomo                                   | Japan  | |      |
| Tailift                                    | Taiwan | Der Hauptsitz 1973 gegründeten Unternehmens befindet sich im taiwanesischen Taichung. weitere Werke sind in China und den USA zu finden. |      |
| TCM – Toyo Carrier Manufacturing Co., Ltd. | Japan  | Früher Tochtergesellschaft der Hitachi Group. 2013 fusioniert mit Nissan Forklift zu UniCarriers, welches 2015 von MHI übernommen wurde  |      |
| Toyota Material Handling Group             | Japan  | Teil von Toyota Industries, mit den Marken Toyota, BT, CESAB (Italien) und Raymond (USA)                                                 |      |
| Zhejiang Hangcha                           | China  | Markenname Hangcha |      |
| Zoomlion                                   | China  | |      |

## Europa
| Name                                        | Staat                  | Kurzbeschreibung/Bemerkungen | Bild |
| ------------------------------------------- | ---------------------- | --- | ---- |
| Atlet                                       | Schweden               | Das Unternehmen, dessen Hauptsitz sich mit Produktions- und Schulungsanlagen sich im schwedischen Mölnlycke, in der Nähe von Göteborg befindet, gehört heute zum japanischen Nissan-Konzern. |      |
| AUSA                                        | Spanien                | Das im Jahre 1956 gegründete Unternehmen ist weltweit tätig. |      |
| Baumann S.r.L.                              | Italien                | Spezialist für Seiten- und Vier-Wege-Stapler |      |
| Balkancar                                   | Bulgarien              | Der Unternehmenssitz der Balkancar GmbH Deutschland befindet sich im sächsischen Radeberg. |      |
| British Leyland                             | Vereinigtes Königreich | |      |
| Bulmor industries                           | Österreich             | Produzent von Seitenstapler, Mehrwegestapler und Sonderhebefahrzeuge wie Ambulift Fahrzeuge |      |
| CESAB                                       | Italien                | Die 1942 gegründete Correllifkio Emiliano wurde im Jahre 2000 von Toyota Industries übernommen. |      |
| Claas                                       | Deutschland            | Hersteller von Landmaschinen und Teleskopladern. |      |
| Fenwick-Linde SAS                           | Frankreich             | Die Marke gehört zur Kion Group. |      |
| Hubtex                                      | Deutschland            | Die Hubtex Maschinenbau GmbH & Co. KG mit Hauptsitz in Fulda ist Hersteller von spezialgefertigten Flurförderzeugen, Mehrwegestaplern, Seitenstaplern und Kommissionierfahrzeugen für lange, schwere und sperrige Güter. |      |
| INDOS                                       | Slowenien              | |      |
| J.C. Bamford Excavators Limited (kurz: JCB) | Großbritannien         | Das Unternehmen hat seinen Firmensitz in Rocester in der englischen Grafschaft Staffordshire. |      |
| Jungheinrich                                | Deutschland            | Die Jungheinrich Aktiengesellschaft hat ihren Sitz in Hamburg. Das börsennotierte Unternehmen ist Spezialist in der Flurförderzeug-, Lager- und Materialflusstechnik. Deutsche Standorte sind: Hamburg (Konzernzentrale), Norderstedt (Produktion), Lüneburg (Produktion), Moosburg an der Isar (Produktion, Planung und Realisierung von Gesamtsystemen), Klipphausen (Gebrauchtgeräte-Zentrum Dresden), Kaltenkirchen (Zentrallager Ersatzteile) und Landsberg bei Halle (Produktion). |      |
| Liebherr                                    | Deutschland            | Liebherr ist ein Hersteller von Baumaschinen, Hausgeräten und Flugzeugteilen. Teleskoplader gehören auch zu ihrem Produktportfolio. |      |
| Linde Material Handling                     | Deutschland            | Gehört zur Kion Group. Die Linde Material Handling hat seinen Sitz in Aschaffenburg und unterhält ein globales Vertriebs- und Servicenetzwerk mit Vertretungen in über 100 Ländern. In Deutschland produziert Linde MH in seinen Werken in Aschaffenburg-Nilkheim, Kahl/Main und Weilbach. |      |
| Sanderson Limited                           | Großbritannien         | Hersteller von Gabelstaplern und Teleskopladern |      |
| Still                                       | Deutschland            | Der Spezialist und Hersteller von Gabelstaplern und Lagertechnikgeräten gehört zur Kion Group. Sein Hauptsitz befindet sich in Hamburg. |      |
| Kalmar                                      | Finnland               | Kalmar ist eine Marke des Cargotec-Konzerns |      |
| Konecranes                                  | Finnland               | Börsennotiertes Maschinenbauunternehmen mit Firmensitz in Hyvinkää in Finnland, das Krane, Hebezeuge und Stapler herstellt. |      |
| Kion Stříbro                                | Tschechien             | Gehört zur Kion Group. |      |
| MIAG Fahrzeugbau GmbH                       | Deutschland            | Das Unternehmen wurde 1972 von der Bühler AG übernommen. |      |
| Manitou                                     | Frankreich             | Das Unternehmen besitzt eine deutsche Tochter, welche unter dem Namen Manitou Deutschland GmbH firmiert. |      |
| Merlo                                       | Italien                | Der italienische Baumaschinenhersteller, stellt Teleskopstapler her. |      |
| OM Carrelli Elevatori SpA                   | Italien                | Das Unternehmen gehört zur Kion Group. |      |
| Orenstein & Koppel (O&K)                    | Deutschland            | Das Unternehmen wurde 1999 aufgelöst. |      |
| Palfinger                                   | Österreich             | Der börsennotierte Hersteller von hydraulischen Hebe- und Ladevorrichtungen hat seinen Hauptsitz in Bergheim bei Salzburg. |      |
| Svetruck                                    | Schweden               | europäischer Marktführer für Schwerlastförderfahrzeuge |      |
| Steinbock                                   | Schweiz                | Der Firmensitz der Steinbock AG befindet sich in Egg bei Zürich. |      |
| Stöcklin Logistik                           | Schweiz                | |      |
| TAKRAF                                      | DDR                    | Das Kombinat dessen Name für Tagebau-Ausrüstungen, Krane und Förderanlagen stand, hatte seinen Hauptsitz in Leipzig. |      |

## Nordamerika
| Name                            | Staat | Kurzbeschreibung/Bemerkungen | Bild |
| ------------------------------- | ----- | --- | ---- |
| Caterpillar                     | USA   | Caterpillar gilt als größter Baumaschinenhersteller der Welt. |      |
| Clark Material Handling Company | USA   | Der Firmengründer Eugene Clark (1873–1942) gilt als Erfinder des Gabelstaplers.                                                                                   |      |
| Crown                           | USA   | Das Unternehmen wurde 1945 gegründet. Der Hauptsitz befindet sich in New Bremen im amerikanischen Bundesstaat Ohio. Die Europazentrale hat ihren Sitz in München. |      |
| Ford                            | USA   | |      |
| Hyster                          | USA   | Das Unternehmen gehört zur Hyster-Yale Inc. (ehemals Nacco) (Verkauf von Hubwagen, Container-Staplern, Reachstacker).                                             |      |
| Yale                            | USA   | Das Unternehmen gehört zur Hyster-Yale Inc. (ehemals Nacco). |      |